# Костиков, Игорь Владимирович
Костиков Игорь Владимирович (19 июня 1958, Ленинград) — профессор, доктор экономических наук, председатель Совета Межрегиональной общественной организации «Союз потребителей финансовых услуг».
Бывший председатель Федеральной комиссии по ценным бумагам России.

## Биография
В 1981 году окончил Ленинградский государственный университет им. А. А. Жданова по специальности «Политическая экономия».
Работал секретарем комитета ВЛКСМ Ленинградского инженерно-экономического института им. П. Тольятти.
С 1984 г. по 1986 г. — работа в Комитете молодёжных организаций Ленинградского обкома ВЛКСМ.
Учёба в Аспирантуре Института мировой экономики и международных отношений Академии наук СССР с 1986 по 1989 год.
В период обучения в аспирантуре прошёл стажировку в Сент-Энтони колледже, Оксфорд, Великобритания.
Работа в Комитете молодёжных организаций ЦК ВЛКСМ с 1989 по 1991 г.
С 1990—1994 гг. — создатель и генеральный директор ООО «Марка-ЛТД». Организатор первых научно-практических конференций по проблемам фондового рынка в Российской Федерации.
1992—1993 гг. — По программе Правительства Великобритании работал в качестве управляющего инвестиционными фондами в одной из крупнейших английских управляющих компаний «Friends Providence Asset Management», где прошёл подготовку по программе «МВА».
1993—1999 гг. — создатель и генеральный директор инвестиционной компании ЗАО «Александр В. Костиков и партнеры», Санкт-Петербург, которая была одним из крупнейших операторов фондового рынка России в 90-е годы. И. В. Костиков явился автором концепции, её теоретической разработки и руководителем проекта по практической реализации эмиссии муниципального долга Санкт-Петербурга. Эта концепция заложила основные принципы дальнейшего развития теории заимствования и российского рынка муниципальных облигаций.
С 1997—1998 гг. — Школа международной службы Джоржтаунского университета, Вашингтон, США. Основной темой работы было изучение практики и теории муниципального и корпоративного заимствования в США, работа национальных монетарных властей и деятельность международных финансовых организаций. Одним из результатов этих исследований была подготовлена монография «Дефолты на рынке муниципального долга в США» («Defaults on US Municipal Debt Markets»), вышедшая в свет в 2000 году.
В 1999 году приглашен на должность заместителя председателя Комитета финансов Администрации г. Санкт-Петербурга. Основная работа была посвящена разработке концепции управления рисками регионального бюджета в процессе привлечения заемных ресурсов. В результате была подготовлена система «Книга долга Санкт-Петербурга» и внедрена система по управлению заимствованиями субъекта федерации. Эта деятельность нашла отражение в статьях, научных докладах и выступления. Научные разработки в этой сфере привели к повышению кредитного рейтинга Санкт-Петербурга и присвоению международными рейтинговыми агентствами первого рублевого рейтинга российскому эмитенту, что обеспечило резкое снижение стоимости обслуживания заимствований для бюджета города.
2000—2004 гг. — Председатель Федеральной комиссии по рынку ценных бумаг в должности федерального министра РФ. На этом посту он сочетает глубокие теоретические разработки в области теории финансов, инвестиционного процесса и рыночной экономики с внедрением результатов этих исследований в практику. Под руководством И. Костикова были проведены серьёзные реформы на фондовом рынке, реформы в области корпоративного управления, акционерного законодательства, создана заново отрасль коллективных инвестиций, внедрена система налогового стимулирования внутренних инвесторов и система раскрытия информации эмитентами, созданы условия для защиты их прав, заложены основы для борьбы с правонарушениями на финансовом рынке. Такой теоретический подход к теории финансов изложен в фундаментальном коллективном труде «Экономический либерализм и эффективный рынок капитала» («Economic Liberalism and State Regulation in Russia: Creation of an efficient capital market»), вышедшем в 2004 году.
С 2004 по 2006 год избирался вице-президентом Российского союза промышленников и предпринимателей.
2006—2008 гг. — генеральный директор совместного Российско-Французского предприятия «Алмаз-Антей Томсон Броадкаст», одновременно работа в Eurasian Private Equity Group.
2008—2010 гг. — являлся проректором Российской академии государственной службы Российской Федерации при Президенте Российской Федерации.
Является Председателем совета «Союза потребителей финансовых услуг» («Финпотребсоюз»).